# Demóstenes Torres
Demóstenes Lázaro Xavier Torres GOMM (Anicuns, 23 de janeiro de 1961) é um jurista e político brasileiro, atualmente sem partido. Foi secretário de Segurança Pública de Goiás de 1999 a 2002 e 
senador pelo mesmo estado de 2003 até 2012, quando foi cassado pelo Senado Federal por quebra de decoro parlamentar. É procurador de Justiça aposentado do Ministério Público do Estado de Goiás e advogado.
Atualmente exerce a defesa do ex-comandante da Marinha, almirante Almir Garnier Santos, que foi feito réu pelo Supremo Tribunal Federal, na ação penal que apura a tentativa de golpe de Estado no Brasil em 2022–2023.

## Biografia
Demóstenes Torres formou-se em direito pela Pontifícia Universidade Católica de Goiás e ingressou, por concurso, no Ministério Público de Goiás como promotor de justiça em 1983. Foi Procurador-Geral do órgão antes de ocupar o cargo de Secretário de Segurança Pública, entre 1999 a 2002, no governo de Marconi Perillo.
Filiado ao DEM, foi eleito senador da República em 2002 com 1 239 352 votos. Concorreu ao governo de Goiás em 2006 mas obteve apenas 3,5% dos votos, ocupando a quarta posição. Ocupou o cargo de presidente da Comissão de Constituição, Justiça e Cidadania do Senado, a mais importante Comissão da Casa.
Em 2004, como senador, Demóstenes foi admitido pelo presidente Luiz Inácio Lula da Silva ao grau de Grande-Oficial especial da Ordem do Mérito Militar. Foi considerado pela revista Época um dos 100 brasileiros mais influentes do ano de 2009.
Como presidente da Comissão de Constituição e Justiça do Senado, Demóstenes Torres participou do I Congresso Mestiço Brasileiro, promovido pelo Nação Mestiça em Manaus, capital do Amazonas, em 20 de junho de 2011, onde discutiu temas como o Estatuto da Igualdade Racial e o sistema de cotas em universidades públicas.
Assumiu em março de 2011 a liderança da bancada do Democratas no Senado, substituindo José Agripino Maia. Em 13 de julho de 2013 Demóstenes casou-se com a advogada Flávia Gonçalves Coelho.
Foi cassado pelo Senado Federal no dia 11 de julho de 2012 acusado de ligação com o bicheiro Carlinhos Cachoeira. Com isso, o ex-senador só poderia concorrer a um cargo político em 2027.
Desde o dia 20 de julho de 2012, Demóstenes reassumiu o cargo de procurador no Ministério Público de Goiás.
Em 2018, foi liberado para disputar as eleições gerais após uma decisão do STF e candidatou-se ao cargo de deputado federal pelo Partido Trabalhista Brasileiro (PTB). Não conseguindo se eleger, desfiliou-se do partido no dia seguinte às eleições, anunciando sua saída da vida política. Aposentou-se do cargo de procurador de Justiça em 2019 e passou a trabalhar como advogado.

## Relação com a máfia dos caça-níqueis
Em março de 2012, conforme apurado nas investigações da Operação Monte Carlo, a Polícia Federal (PF) revelou que Demóstenes Torres tinha ligação com Carlinhos Cachoeira, pivô do escândalo que ficou conhecido como "máfia dos caça-níqueis" em Goiás, em 2004. Demóstenes negou que tivesse negócios com Carlinhos, a quem chamou de "empresário", e justificou as 298 ligações telefônicas como "uma grande amizade". A Procuradoria do Ministério Público Federal acredita que o Senador possa ser sócio oculto da empreiteira Delta, que mantém contratos bilionários com entes públicos. Demóstenes afirmou, no entanto, que não sabia do envolvimento de Carlinhos com a máfia dos caça-níqueis.
No dia 23 de março de 2012, a imprensa noticiou que gravações da Polícia Federal revelaram que o senador Demóstenes Torres pediu dinheiro e vazou informações de reuniões oficiais a Carlos Augusto Ramos, o Carlinhos Cachoeira. Relatório com as gravações e outros graves indícios foi enviado à Procuradoria-Geral da República em 2009, mas o chefe da instituição, Roberto Gurgel, não tomou qualquer providência para esclarecer o caso.
Em 27 de agosto de 2014, os veículos Diário do Poder e Diário da Manhã noticiaram que a perícia do Ministério Público descartou enriquecimento ilícito e atestou que o patrimônio de Demóstenes era compatível com a sua renda.
O objetivo da perícia era responder a cinco perguntas elaboradas pelo subprocurador-geral de Justiça para Assuntos Jurídicos do Ministério Público de Goiás, Spiridon Nicofotis Anifantis. A conclusão da perícia realizada pelo Ministério Público de Goiás confirma o que o policial federal Fábio Alvarez já havia dito à Justiça em julho de 2012: “Demóstenes não tinha relações com o jogo”. A declaração ocorreu durante audiência marcada para ouvir testemunhas e réus da Operação Monte Carlo. Isso referendava o que antes já havia concluído o procurador-geral da República, Roberto Gurgel, e sua mulher, a subprocuradora-geral da República para Assuntos Criminais, Cláudia Sampaio, ou seja, Demóstenes Torres nunca havia participado de qualquer esquema referente a jogos.

### OAB
Demóstenes foi o relator na Comissão de Constituição, Justiça e Cidadania do Senado Federal que resultou na Lei da Ficha Limpa, que impede a candidatura de políticos condenados e daqueles que renunciam a mandatos para não serem cassados. Por conta desta atuação, Demóstenes foi convidado para redigir o prefácio de um livro editado pela OAB em comemoração à Lei da Ficha Limpa, em 2010. No prefácio, Demóstenes elogia a atuação da OAB no processo de aprovação da lei e afirma que há uma quantidade de "bandidos abrigados na vida pública".
Após a divulgação dos escândalos, o presidente da OAB, Ophir Cavalcante, pediu a renúncia imediata de Demóstenes como uma "atitude moral" e manifestou constrangimento:
| “ | Aquilo foi feito dentro de um momento em que ele foi o relator da Ficha Limpa no Senado. Ninguém tinha ideia do que estava acontecendo. O que foi feito, foi feito. Não há o que mexer. Nas novas edições, certamente essa questão vai ser observada. | ” |

### Processo de expulsão e saída do DEM e cassação do mandato
Em 2 de abril de 2012, foi aberto o processo de expulsão de Demóstenes Torres de seu partido. O partido DEM alegou "reiterados desvios éticos". Segundo comunicado do partido, Demóstenes não explicou suas ações, mesmo tendo tido várias oportunidades para tal. A abertura de processo de expulsão do partido foi decidida em reunião realizada na casa do então presidente do DEM, José Agripino Maia.
Em 3 de abril, mesmo sem ser expulso do partido, Demóstenes protocolou ofício pedindo seu desligamento do DEM, livrando-se assim do processo de expulsão. Ele alegou que seu partido fez um prejulgamento dele, declaração que foi rebatida pelo presidente do DEM, José Agripino, que disse ter dado uma semana para que Demóstenes fizesse sua defesa, coisa que ele não fez. Com a manobra, Demóstenes permaneceu no Senado, só que sem partido.
Em 11 de julho de 2012, Demóstenes Torres teve o mandato de senador cassado por 56 votos a favor, 19 contra e 05 abstenções. Com sua cassação, seu primeiro suplente, Wilder Morais (até então do DEM), tomou posse como senador pelo estado de Goiás, no qual se manteve até o fim do mandato (1.º de fevereiro de 2019).
Em 27 de agosto, o Ministério Público, após realização de perícia, inocentou o ex-senador da acusação de enriquecimento ilícito.

### Retorno ao cargo de procurador
Após ser cassado no Senado, Demóstenes reassumiu cargo de procurador, com salário de 24 mil reais. Seguiu-se aí que Demóstenes foi afastado do cargo pois, pela lei, para ser procurador deve-se "manter conduta ilibada e irrepreensível na vida pública e particular, guardando decoro pessoal". No dia 24 de outubro de 2012 foi aberto pela CNMP um  Processo Administrativo Disciplinar contra Demóstenes.Em 3 de julho de 2014, o Supremo Tribunal Federal reverteu o afastamento de Torres, até que inicia-se o processo disciplinar em definitivo. Os rendimentos de Torres, no entanto, de 2012 a 2016, somaram mais de R$2.200.000,00. Em 29 de junho de 2017, reassumiu em definitivo a função de Procurador.Deixou o MP, logo após ter sua inelegibilidade revertida por liminar do ministro Dias Toffoli, indo para a disputa do pleito eleitoral de 2018, pelo Partido Trabalhista Brasileiro, se candidatando ao cargo de deputado federal, e perdendo a disputa, alçando mais de 22 mil votos.

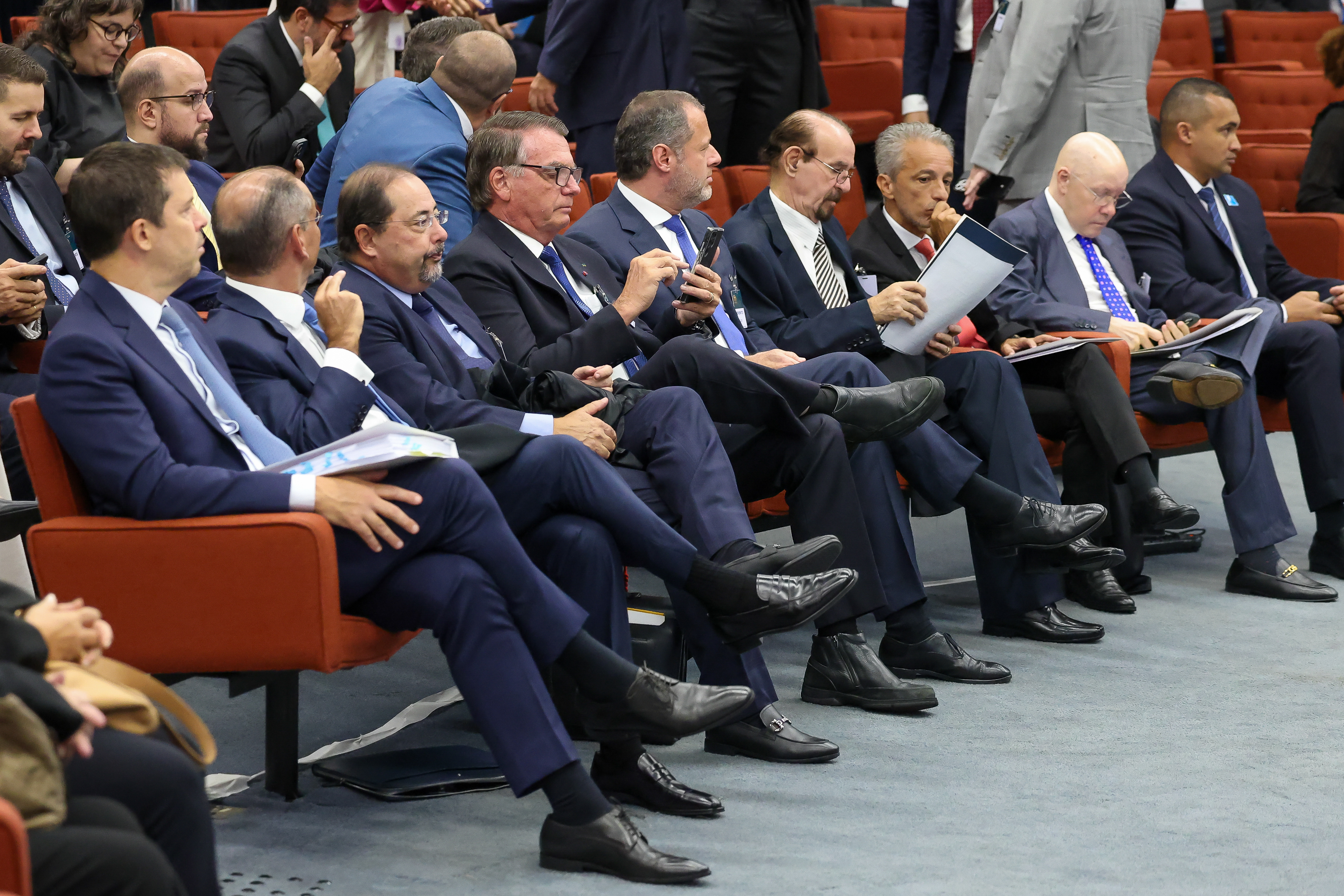
Na foto, os referidos denunciados pela Procuradoria-Geral da República. Ao fundo, da esquerda para a direita, vê-se o advogado de Garnier, Demóstenes Torres, penúltimo na fileira.

## Defesa do Almirante Garnier
Em março de 2025, Torres exerceu a defesa do ex-comandante da Marinha do Brasil, almirante Almir Garnier Santos, acusado de ser um dos quatro líderes da Tentativa de golpe de Estado no Brasil em 2022–2023. Demóstenes foi um dos assuntos mais comentados nos tópicos da rede social X, antigo Twitter, durante a transmissão do julgamento de Jair Bolsonaro, Garnier e outros envolvidos.